# Piramida (TV-oddaja)
Piramida je TV oddaja, posneta je po tuji licenci, ki so jo sprva predvajali na TV Slovenija, kasneje pa na TV3.
Na programu nacionalne televizije TV Slovenija 1 jo je vodila Erika Žnidaršič. Na TV Pink SI/TV3 Medias pa je bila voditeljica Helena Pirc.
V vsaki oddaji so se v verbalnem spopadu pomerili trije tekmovalci. Razglabljali so o štirih aktualnih temah, med potekom oddaje pa so gledalci lahko glasovali preko telefonov. Sodelujoči, ki je dobil največ glasov, se je uvrstil v naslednji krog. Oddaja je bila na TV Slovenija ukinjena v septembru leta 2010 po 160 oddajah, v katerih je nastopalo 480 govorcev, ki so tekmovali med seboj v veščini govorništva.

## Sporna oddaja
28. novembra 2006 je bil gost v oddaji predsednik SNS in poslanec DZ Zmago Jelinčič. Pomeril se je z Zoranom Grmom in Tino Gorenjak. Zmago Jelinčič je zaradi nekaterih izjav prišel v kazenski postopek in tako se ni smel uvrstiti v naslednji krog Piramide kljub zmagi na ljudskem glasovanju. Ta oddaja Piramide je tako edina oddaja Piramide, ki ni dostopna v mrežnem arhivu televizije in ki ni bila predvajana ponovno.